# John Smith (politicus)
John Smith (Argyll and Bute, Schotland, 13 september 1938 – Londen, Engeland, 12 mei 1994) was een Brits politicus van de Labour Party en partijleider van de Labour Party van 1992 tot aan zijn plotselinge dood in 1994.

## Biografie
Smith studeerde Rechten aan de Universiteit van Glasgow, waarna hij advocaat werd. Op 9 oktober 1988 werd Smith getroffen door een hartaanval. Hij moest hierna veel afvallen, om verdere complicaties te voorkomen.
Tijdens zijn leiderschap stond de Labour Party erg goed in de peilingen, ten opzichte van de Conservative Party. In de partij zelf werd Smith gezien als een conservatief leider. Toen hij in 1994 op 55-jarige leeftijd plotseling overleed werd hij opgevolgd door Tony Blair. Smith werd begraven op Iona. Het hoofdkantoor van de Labour Party werd na zijn dood vernoemd in het John Smith House.
Zijn dochter Sarah Smith is journaliste bij More4, een digitale televisiezender in het Verenigd Koninkrijk.
- Bibliothèque nationale de France: cb150375743 (data)
- Gemeinsame Normdatei: 119185520
- International Standard Name Identifier: 0000 0000 3146 6429
- Library of Congress Control Number: n93032097
- Nationale Bibliotheek van Israël: 987007270643005171
- Nederlandse Thesaurus van Auteursnamen: 118851748
- Système universitaire de documentation: 09528043X
- Virtual International Authority File: 52493570
- WorldCat: E39PBJxxkjpM49CtPFFC7VJFKd